# Povijest nogometa u Rijeci
Povijest nogometa u Rijeci počinje službeno u listopadu 1873. godine.

## Povijest
U tvornici Whitehead & Co, iliti tvornica torpeda Stabilimento tecnico fiumano, već 1872 radi nekoliko engleskih inženjera i tehničara. Englezi su u Rijeku sobom donijeli i svoj način života, svoje običaje i navike, stil rada, odmora i zabave. U slobodno vrijeme rado su igrali cricket i tenis, jahali te igrali nogomet.
Engleski inženjeri i tehničari uskoro će biti angažirani i na izgradnji željezničkih pruga Rijeka – Sv. Petar (Pivka) i Rijeka – Karlovac – Budimpešta. U listopadu 1873., u povodu puštanja u promet dionice Rijeka – Karlovac, odigrana je u Rijeci prva nogometna utakmica u kojoj su igrali inženjeri i tehničari angažirani od strane mađarskih željeznica te inženjeri i tehničari i ostalo tehničko osoblje zaposleno u tvornici torpeda. U igru su bili uključeni i Riječani  (domaći strojarski radnici koji su ipak činili nukleus Whiteheadove tvornice torpeda). Prema do danas dostupnim, a zabilježenim podacima, bila je to uopće prva nogometna utakmica odigrana na tlu današnje Hrvatske.
U veljači 1877. uspostavljena je stalna trgovačka brodska linija između Liverpoola i Rijeke. Liniju je održavala kompanija John Glynn and Son sa svojim brodovima Zancla, Zero, Zena, Zaripha i Sabrina. Engleski pomorci s tih brodova koristili su svoje slobodno vrijeme tijekom boravka u riječkoj luci također za igranje nogometa Tijekom posljednjeg desetljeća 19. stoljeća i u prvim godinama 20. stoljeća u Rijeku su, osim engleskih trgovačkih parobroda, često dolazili i brodovi engleske ratne mornarice. Čim bi se usidrili, odmah su nastojali dogovoriti korištenje nekog pogodnog terena kako bi već sljedeći dan mogli igrati Football Association, kako se tada nogomet nazivao. U dogovorima oko korištenja igrališta kao i u uključivanju riječkih sportaša u igru obično bi posredovali britanski konzulat u Rijeci te Istituto dello Sport  H. Wilhelma Stillera. Pojedine momčadi tih brodova igrale su međusobno, ali su se također dogovarali s riječkim mladićima da im se priključe te bi često igrali u kombiniranim sastavima momčadi.
1890. godine mađarska vlada donosi odluku o uvođenju tjelovježbe kao obvezatnog predmeta u svim školama, pa time, dakle, i u Rijeci, a u okviru tog programa i nogometa. Uskoro je ta igra počela sve više oduševljavati školsku mladež pa se po školama Rijeke i Sušaka počinju okupljati klubovi. To nisu bili javni klubovi, odnosno registrirane udruge građana, već prije neke vrste neformalnih školskih klubova koji su znali međusobno razigravati. U sveučilišnim središtima Monarhije, Beču i Budimpešti, nogomet se već organizirano igra, a riječki studenti se također njime oduševljavaju te svoj entuzijazam prenose i u svoj grad.
Prema zapisima mladih riječkih sportaša iz tog vremena nogomet je u Rijeci već dobro poznat i poprima moderniji način igranja zahvaljujući upravo engleskim pomorcima koji često dolaze i igraju nogomet.
Prvi registrirani nogometni klub u Rijeci je bio Club Atletico Fiumano - Fiumei Atletikai Club (Riječki Atletski Klub). Club atletico fiumano  osnovan je 20. veljače 1905. te je odmah imao 43 aktivna člana. Na osnivačkoj skupštini  za predsjednika je izabran dr. Eugenio Pazmany, a za tajnika Biagio Dorigo. Dana 14. travnja Odjel javne sigurnosti Gradskog magistrata odobrava akt o registraciji, i to za bavljenje gimnastikom, plivanjem, lakom i teškom atletikom te nogometom.
Konačno je za nedjelju 23. travnja 1905. dogovorena prva utakmica s nogometnom momčadi engleskog parobroda Slavonia, firme Cunard Line. Bila je to prva službena nogometna utakmica koja je ikada odigrana u Rijeci, a ujedno i međunarodna. Za Club atletico fiumano, tog povijesnog dana za riječki nogomet, igrali su: Debello, Kniff, Bob, Hojos, Forward, Szemes, Mestre, Hajnal, Kertesz, Mathiasko, Brillante te  kasnije još Diamant, Schoen i Fink. Utakmicu je pratilo između 500 i 600 gledatelja a čast izvođenja početnog udarca pripala je plemenitoj gospođici kćerci štovanog engleskog konzula gospodina Fabera. Utakmica je završila 2:0 za Engleze.
Club Sportivo Olimpiu su 1904. osnovali  Carlo Colussi, budući gradonačelnik Rijeke, braća Mitrovich, Antonio Marchich, Aristodemo Susmel i Agesilao Satti. Klub, međutim, nije odmah imao nogometnu sekciju nego će ova svoje prvo zasjedanje imati tek 25. studenoga 1906.
Od 1907. godine više se ne spominje da je Club Atletico Fiumano igrao nogometne utakmice. Zadržao je tek aktivnosti u gimnastici, plivanju i hrvanju. U Rijeci nogometni primat preuzima CS Olimpia, koja svoju prvu utakmicu protiv Engleza (FC Carpathia), 8.lipnja 1908. u Martinšćici, gubi s 3:1, ali već tjedan dana kasnije pobjeđuje momčad engleskog parobroda FC Brescia s 1:0, što je i prva pobjeda jedne riječke nogometne ekipe nad Englezima uopće.
Krajem lipnja iste te godine CS Olimpia ponovno pobjeđuje Engleze, ovaj puta momčad broda FC Ultonia,  i to s 2:1. Igralo se na igralištu Ex Vitich na Banderovu. Mjesec dana poslije, u Martinšćici Olimpia remizira (1:1) protiv Engleza iz FC Pannonia. Prvog dana kolovoza 1909. prvi put u povijesti riječkog nogometa jedan sušački i jedan riječki klub izveli su kombiniranu momčad i suprotstavili se gotovo nepobjedivim Englezima. U Martinšćici su igrači iz Primorca i Olimpijepobijedili FC Carpathiu s 3:1 (1:1). Supilov Novi list naveo je da je "bilo prisutno mnogo ljudi, a jedan gol za naše pao je iz jedanaesterca". Prvi put su Riječani i Sušačani međusobno odigrali jednu nogometnu utakmicu 7. listopada 1906. godine. Igrali su riječka CS Tarsia i sušački Primorac, ali je rezultat, nažalost, ostao nepoznat.  Uz to, u riječkim su klubovima još u to doba igrali i stranci: Amerikanac Fiorello La Guardia za Club atletico fiumano, Argentinci Baller i Batilino 1911.godine za CS Olimpia te Englez prof. Ch. Cowie, najprije za Club atletico fiumano, a kasnije za sušačku Victoriju
Klubovi tih godina u Rijeci prisutni i: Arx, Concordia, Esperia, Edera, Juventus Enea, Libertas, Tarsia, Veloce, Iride, Aurora, Abbazia, Cantrida FC, CS Cantrida, Ricreatorio, Borgomarina, Leonida, Audace, Atlantica, Carnaro, Oratorio Salesiano, Circolo Impiegati, Aziendale, Toretta, Drenova, ASPM, Italia, Enea, Libia, Elettra, Eneo, GUF, Lignum, Dinamo, Romsa, Portuale, Torpedo, Cantieri Navali, Jadran (Kantrida), Metallurgica, KIC, Titania, Sempre Uniti, Edison, Giovine Mlacca, Giovine Fiume, Istranin.
16. veljače 1919. počinje se igrati KUP Grazioli koji će se još godinama kasnije održavati. Ustvari, to je kup grada Rijeke. Susretima s Juventusom (Olympia - Juventus  2:1, Rim 23. ožujka 1919.), Ederom (Trieste),  Milaneseom, Vrstus Venezijom riječki klubovi počinju igrati međunarodne utakmice do 1924. godine kad je Italija anektirala Slobodnu državu Rijeka,  pa se utakmice s talijanskim klubovima više nije moglo smatrati međunarodnim. Poznat je bio i Božićni turnir riječkih klubova.
Od 1920. g. osim kupa Grazioli, kupa Milano igraju se i prvenstva Venezia Giulia, i to u kategorijama III. i IV. lige, a posebna je IV. liga – Riječka skupina. Klubovi koji nastupaju jesu: Edera (Trieste), Olympia, Monfalcone, Gloria, Grion (Pula), Edera (Pula), Edera (Gorizia), Triestina, Ponziana, Monfalcone, Virtus (Venezia), Dolo, Petrarca PD, Udinese. Riječki klubovi igraju solidno u svim ligama, a prvi uspjeh postiže CS Olympia u prvenstvu 1923. – 1924. godine. Prvak Olympia kvalificirala se za finale Lige Nord u kojoj igraju: Reggiana, Olympia, Sestrese, Juventus Italia, Mantova. Pobjednik je Derthona, a Olympia se bori za prvu ligu u kvalifikacijama s klubovima: Novara, Fratellanza, Spezia, Mantova i završava na trećem mjestu. Monfalcone i Edera ispadaju, a Edera je isključena zbog nesportskih aktivnosti.
Godina 1926. je godina kada se osniva U.S. Fiumana. U prvenstvu 1928./29. Fiumana igra u SERIE A (Prva liga), a završava kao četrnaesta s Ambrosianom Inter,  Cremoneseom, Napolijem, Bielleseom, Veneziom, Pistoieseom, Veronom, Reggianom, Juventusom, Fiorentinom. Bilo je i senzacionalnih rezultata u tom prvenstvu: 1:8 protiv Ambrosiane Inter, 0:10 u Torinu protiv Juventusa kao i pet domaćih poraza. Na gostovanjima dva neriješena rezultata (Pistoia 1:1 i Reggio 1:1). Na domaćem terenu bilo je nešto bolje: 4 pobjede (2:1 Biellese, 2:1 Verona, 4:0 Reggiana i 4:2 Fiorentina). Rezultat tih igara bio je ispadanje iz lige.
1929. g. dolazi do strmoglavog pada i Fiumana iz druge lige odmah odlazi u treću ligu. Tridesetih godina mnogi igrači odlaze iz Rijeke u velike talijanske klubove. U Rijeci se i dalje igraju kupovi, prvenstvo Rijeke i prijateljske utakmice, ali ono što su željeli navijači – prva liga nikako da se ostvari. U samo jednoj sezoni dovodi je u Serie B. Šest puta Fiumana pobjeđuje Serie C (do 1940-41), i 1937/38 se bori za Serie B. U kvalifikacijama Fiumana pobjeđuje Pescaru, Ternanu i Audace San
Michele i ulazi u drugu ligu. Posljednje prevenstvo u Italiji bilo je prvenstvo Serie C 1942/43. godine. Bilo je to i posljednje prvenstvo tijekom rata, a Fiumana je u tom prevenstvu bila treća.
Celebrativna prijateljska utakmica između zvijezda nekada ljutih rivala Olympije i Glorije odigrana je 15. lipnja 1944. Za vrijeme utakmice iz neposredne okolice Rijeke čulo se savezničko bombardiranje.
nekoliko mjeseci poslije ulaska u grad Jugoslavenske vojske, vlasti gase Fiumanu i u toj godini igrači igraju za obnovljenu Reprezentaciju Rijeku (poslijeratni status grada je u početku bio upitan, jer je tek počela Mirovna Konferencija u Parizu). Na tim temeljima se 29. srpnja 1946 stvara novi prihvatljiviji novoj vlasti klub, S.D. Kvarner, odnosno S.S. Quarnero.

### Kronologija riječkih klubova
1904. - 25. stiudenoga otvorena je nogometna sekcija u Club Sportivo Olimpia.
1905. - 20. veljače osnovan Club Atletico Fiumano / Fiumei Atletikai Club.
1906. - u siječnju je osnovano društvo Circolo Giovine Fiume (Mlada Rijeka),a polovicom rujna osniva svoju nogometnu sekciju.
-  krajem kolovoza osnovan je  prvi nogometni klub na Sušaku, H.N.I.Š.K. Primorac, a u rujnu C.S.Tarsia –Rijeka.
1907. Izvršni odbor Mađarske državne željeznice MAV (Magyar AllamVasutak) dao je inicijativu i potporu za osnivanje kluba Toerekves SEu Rijeci (Toerekves znači trud, težnja, ambicija).
- 29. lipnja „Lega Sportiva Fiumana“ održava svoj prvi generalni kongres. Iste godine, na Sušaku osnivaju SK Velebit.
1908. - u srpnju nastaju još dva kluba: Giovine Mlacca u Rijeci i H.Š.K.  Sparta (ponekad se koristi i naziv Šparta)na Sušaku. Krajem kolovoza reorganiziran je H.N.I.Š.K. Primorac (Sušak).
Na Sušaku osnovana je, ali tek kao srednjoškolski klub, Victoria, koja će se kasnije proslaviti kao sportsko društvo (posebno s uspjesima u plivanju i vaterpolu), čijim se sljednikom danas smatra S.D. „Primorje“. Victoria će se registrirati kao udruga građana, odnosno klub, 1911. godine.
Da je nogomet u Rijeci uzeo maha, potvrđuje osnivanje još dva kluba te iste godine: Club Sportivo Edison i Club SportivoFolgore (Munja, grom).
1910. Prvi put spominje se nogometni klub Unione sportiva fiumana  (9. rujna), ali nije ni u kakvoj vezi s klubom istog imena koji će se registrirati petnaestak godina kasnije.
C.S. Olimpia je na svojoj skupštini,održanoj 15. travnja 1910., odlučila ući u članstvo međuregionalnog sportskog saveza FSI (Federazione sportiva interregionale) koji je krajem studenog 1909. osnovan sa sjedištem u Trstu. Krajem listopada i početkom studenog FSI u Trstu organizira nogometni turnir na kojem je trebala nastupiti i Olimpia, uz klubove iz Trsta i Pule, ali iz nepoznatih razloga na koncu nije sudjelovala.
1911. - u travnju je u Rijeci osnovan C.S. Libertas, a u svibnju prvi se put spominje Mađarski srednjoškolski klub „Gloria“.
- u kolovozu se na Trsatu pojavljuje Š.K. Triglav.
- u listopadu su formirana još tri riječka kluba: C.S. Liburnia,
Sempre Uniti (Uvijek ujedinjeni) i nogometni klub riječkih Mađara C.S. Concordia.
1912.  Na Kantridi je osnovan Sportski klub Jadran, a na Trsatu još jedan pod nazivom  Frankopan.
Hrvatski Sokol (na Sušaku) osnovao je i nogometnu sekciju, koja je 14. siječnja održala svoj prvi trening.
- početkom veljače skupina riječkih Mađara pokreće klub Tornai.
- oko mjesec dana kasnije na nogometnu scenu stupaju redom Nogometni odjel Hrvatskog Sokola Volosko-Opatija, S.K. Slavia na Trsatu  i   C.S. Alba (Zora) u Rijeci.
- početkom kolovoza javljaju se Š.K. ARX na Sušaku, a u Rijeci Club Sportivo Doria (koji će kasnije postati CS Gloria).
- polovicom listopada utemeljen je u Rijeci još jedan klub, pod nazivom Titania.
1913. - početkom veljače osnovan je riječki klub Edera Sportiva.
- u svibnju se prvi put spominje Nogometno društvo Orao.
-  u srpnju nastaje C.S. Veritas.
- u kolovozu se u Rijeci pojavljuje klub Berenslav,a u Opatiji klub opatijskih Nijemaca Abbazianer Fussballsclub Vorwaerts.
Ponovo se reinkorporira i reorganizira C.S. Olimpia (5. 10), koja je u međuvremenu bila prestala s nogometnim aktivnostima.
1914. - početkom siječnja ustanovljen Football Club Fiume, a nešto kasnije Hrvatski šport klub „33“ i  C.S. Aurora. U veljači se prvi put spominje Hrvatski sport klub S.K.K. na Sušaku, a mjesec dana kasnije klubovi C.S. Testveriseg i C.S.T.B. Sezione calcio.  
- krajem travnja svoje prve utakmice odigravaju riječki klubovi C.S. Arcania i C.S. Carthago. Zadnjeg dana u svibnju međusobno igraju dva kostrenska kluba Kostrena (Sv. Barbara) i Primorac (Sv. Lucija).
- već u srpnju  na Krimeji počinje djelovati HŠK Zrinjski, u Bakarcu Bakarački sportski klub, a u Rijeci se aktiviraju redom C.S. Esperia, C.S. Albatros i Football Club Giovine Scurigne te nešto kasnije C.S. Ampelea.
1917. - krajem prosinca osniva se u Rijeci klub K. I. C., što je svojevrsna zanimljivost budući da Prvi svjetski rat još nije priveden svome završetku.
1918. - dana 17. siječnja osniva se  u Rijeci Club Sportivo Gloria koji će tijekom sljedećih osam godina biti glavni i najljući rival C.S. Olimpiji te je uz ovaj najpopularniji među Riječanima, odnosno sve do početka rujna 1926. Tada se ova dva najjača riječka kluba sjedinjuju pod nazivom Unione sportiva Fiumana.
- iste godine CS Olimpia obnavlja svoju djelatnost, sada kao Olympia, a 6. svibnja odobreno joj je korištenje igrališta na Školjiću). 
- u srpnju je u Rijeci utemeljen C.S. Giovine Libertas,a pojavljuje se i klub Istranin.
1920. - Reprezentacija Rijeke igra protiv selekcije talijanske vojske, prvi put u povijesti se upotrebljava Scudetto.
1926. - Klubovi CS Olympia i CS Gloria su spojeni po zahtjevu FIGC u klub Unione Sportiva Fiumana.
1929. - Magazzini Generali - kasniji Lučki Radnik, tj današnji NK Doker Rijeka osnovan je početkom godine. Prvi predsjednik je Carlo Stupar.
1945. - Po isključenju U.S. Fiumane, igrači igraju u Reprezentaciji Rijeke (tad još priznata sa strane Jugoslavije kao nezavisna država) igra protiv klubova iz Zagreba i Beograda, pobjedivši sve utakmice.
1946. -  29. srpnja 1946 po zahtijeu vojne vlasti pod vodstvom VUJE umjesto U.S. Fiumane nastaje dvojezično Sportsko Društvo Kvarner odnosno Società Cultura Fisica Quarnero. Većina igrača i predstavnika se priključuju Kvarneru. 1948. će klub promijeniti ime u Nogometni Klub Kvarner, odnosno Club Calcio Quarnero.
1954. - 3. lipnja NK Kvarner mjenja ime u NK Rijeka,  u jeku međunarodnih tenzija među Jugoslavije i Italije nastale oko Tršćanske krize.
1995. - NK Rijeka dodaje u svoje ime riječ "Hrvatski" i tako postaje HNK Rijeka, ime pod kojim klub igra do dan danas.

## Povijest nogometnih igrališta
U Rijeci je u početku bilo samo jedno pogodno zemljište za igranje nogometa, a to je bilo zemljište obitelji Kvassay u dijelu grada poznatom pod nazivom Pioppi (Pod Jelšun), nedaleko ulaza u tvornicu torpeda Whitehead &Co. Zato je to igralište bilo skoro stalno zauzeto. Na Sušaku gotovo i nije bilo odgovarajućeg igrališta za igranje nogometa osim terena u Martinšćici, poznatog Pod kavun(prostor današnjeg parkirališta brodogradilišta V. Lenac), koji je ipak bio dosta daleko od grada.
Nogomet se u to doba igrao gdje god je postojao kakav platz, osim na Pioppi (Fondo Kvassay), Pehlinu (Campo Marte), Banderovu, igralištu od kasarne Honved, Školjiću, Plasama, na Fondo Rinaldi, Martinšćici, podno Sušačke gimnazije. Sušački klubovi su odlazili na utakmice »preko mosta« kao i riječki "oltre ponte".

### Stadion Kantrida
Stadion Kantrida je nastao krajem 1912. godine, jer su igrači sušačke Victorije već su duže vremena razmišljali o tome gdje da urede  pravo nogometno igralište s propisanim dimenzijama. Naime, igralište na sušačkom gimnazijskom trgu bilo je premaleno i, zapravo, limitirajući čimbenik u daljnjem razvoju njihove igre. Martinšćica je bila pogodna s obzirom na dimenzije, ali ipak predaleko jer tada nije bilo lako organizirati prijevoz. Obitelj Kvassay je svoje zemljište na Pioppi (Pod Jelšun) prodala jednoj kompaniji za privrednu djelatnost. Tragajući za pogodnim igralištem, nogometašiVictorije uspijevaju od kastavske općine ishoditi dozvolu za uređenje bivšeg kamenoloma i uporabu zemljišta na Kantridi. Krajem 1912. godine, tijekom zime, članovi i simpatizeri sušačkog kluba prihvatili su se ogromnog posla na uređivanju terena. U ožujku 1913. već se održavaju prvi treninzi, a 27. travnja Victoria odigrava svoju prvu utakmicu na Kantridi protiv momčadi engleskog parobroda Ivernia.Rezultat je, nažalost, nepoznat. Službeni datum otvorenja stadiona na Kantridi je 1. lipnja 1913. kada su kao gosti Sušačanima nastupili igrači Prvog hrvatskog GRAĐANSKOG športskog kluba iz Zagreba, tada treće plasiranog na ljestvici Hrvatske i Slavonije. Na opće iznenađenje i veliku radost domaćih, te nedjelje zagrepčani su poraženi s 3:0.

### Stadion Rujevica
Izgradnja stadiona Rujevica koju plaća vlasnik HNK Rijeka započela je 15. rujna 2014. Izgrađene su tada zapadna glavna koja je potpuno pokrivena krovom i istočna tribina, dok se sa sjeverne strane nalazilo brdo, a s južne jedna manja tribina s nekoliko redova, ostali tereni kompleksa i pogled na otvoreno more. Stadion je dobio licenciju 28. srpnja 2015., a službeno je otvoren 2. kolovoza 2015. ligaškim ogledom protiv zagrebačke Lokomotive koji je HNK Rijeka dobila rezultatom 3:1.